# Cheilotrema fasciatum
Cheilotrema fasciatum är en fiskart som beskrevs av Tschudi, 1846. Cheilotrema fasciatum ingår i släktet Cheilotrema och familjen havsgösfiskar. IUCN kategoriserar arten globalt som livskraftig. Inga underarter finns listade i Catalogue of Life.